# شاه نشين (بهمئي غرمسيري الشمالي)
شاه نشین (بالفارسية: شاه‌نشین) هي قرية تقع في إيران في قسم بهمئي غرمسیري الشمالي الريفي. يقدر عدد سكانها بـ 21 نسمة .